# ロリカリア
ロリカリアは、ナマズ目ロリカリア科ロリカリア亜科に分類される魚の総称。ムチのようなフィラメントを持つことから海外ではWhiplail(ウィップテイル、ムチの尻尾）と呼ばれる。プレコに似た扁平な体型と甲板で覆われた体をしており、口器が吸盤になっている。10cmから20cm程度の範囲の大きさで、最大種は40cm近くにもなる。アマゾン川水系、オリノコ川水系、パラグアイ川水系などの南米の河川に分布する。産み付けた卵を親が守る習性があり、一部の種類には口の吸盤がその習性に適した形状に変化したものもいる。プレコと比較してアブラヒレがなく、尾筒断面が横楕円状の形状をしており、多くの種類には尾ビレからフィラメントが伸長する。
ファロウェラ属やストゥリソマ属、ストゥリソマティクティス属などのように木に擬態するもの、リネロリカリア属やロリカリア属のように砂の上にいるもの、シュードヘミオドン属のように砂に潜るものなど形態や生活様式が様々である。

## 種類
ロリカリア・シミリマ
学名：Loricaria simillima
Loricaria属のもっともポピュラーな種で、トライアングルロリカリアで販売されることが多い。Loricaria属はロリカリア科の中で最初に記載された属であり、ロリカリア亜科の中で最も基底的とされている。シミリマは体色のバリエーションが豊富で１つのペアから様々な模様の子が採れることで有名である。
リネロリカリア・アイガンマナイ
学名：Rineloricaria eigenmanni
並ロリカリアとも呼ばれる最もポピュラーなロリカリア。単にロリカリア、ロリカリアspなどの名で流通しているものの多くが本種である。丈夫で飼育も容易。 オリノコ川水系メタ川で多く採れるとされ、主にコロンビア便で輸入される。 尾筒の底面がストライプであることが特徴で、似たような種で尾筒の底面にストライプのないものもあるが、おそらくは近縁種と考えており、アイガンマナイタイプと呼ばれる。
レリーラ・sp・レッド
主にヨーロッパブリードが定期的に輸入されるロリカリアで販売名は「リネロリカリアspレッド」
ランケオラータに酷似しており「赤ランケ」の愛称で呼ばれる。
赤みの強い褐色をした体色が特徴。 以前まではヨーロッパではLeliella sp Redとも呼ばれていたが、遺伝子分析によりLeliella属そのものが否定されているため、今日ではRineloricaria sp.RedもしくはRineloricaria lanceolata Redと呼ばれる。
セゥドヘミオドン・ラティセプス
学名：Pseudohemiodon laticeps
パラグアイ便として輸入されるロリカリア。日本でのコモンネームはツチノコロリカリア
平たい頭部と小さい目が特徴のロリカリアで、砂に潜ったり雄は産卵した卵を口の吸盤で保護する習性がある。 網目模様が特徴で大型になる。
ヘミオドンティクティス　アシペンセリウス
学名：Hemiodontichthys acipenserinus
頭部の先端が尖り、チョウザメのように見えるためアシペンサーロリカリアのコモンネームを持つ。
雄は産卵した卵を口の吸盤で保護する習性があり、唇の大きさがメスより大きいため雌雄を見分けられる。
他のロリカリアに比べほとんど動かないことが特徴。 ゆっくり動くときは口と腹鰭を使って歩くようにユーモラスな動きが見られる。 病気に弱く飼育難種でもある。綿のようなものが体表につくと徐々に欠損し始めほとんど助からない。